# 시부에추사이
〈시부에추사이〉 (澁江抽齋)는 1916년 1월부터 5월까지 발표된 모리 오가이의 사전(史傳)이다.
나가이 가후(永井荷風)는 <시부에추사이>의 문예적 매력을 다음과 같이 들고 있다. (1) 동기(動機)의 독자성, (2) 고인(古人)에 대한 외경(畏敬)과 친애의 정이 작중 인물에 생기를 준 점, (3) 에도 시대부터 메이지·다이쇼에 이르는 시운(時運) 변천의 발자취를 살핌으로써 운명의 암연(暗然)함을 깨닫게 하고, (4) 언문(言文)일치 아래 한문 고전의 품위와 서양 근대문예의 예민한 감각을 혼융(渾融)시킨 훌륭한 문체라고 평하고 있다.